# Cistus cebennensis
Cistus cebennensis är en solvändeväxtart som beskrevs av P. Aubin och J. Prudhomme. Cistus cebennensis ingår i släktet Cistus och familjen solvändeväxter. Inga underarter finns listade i Catalogue of Life.